# جون ووكر (سياسي أمريكي، مواليد 1937)
جون ووكر (بالإنجليزية: John Winfield Walker)‏ هو محامي وسياسي أمريكي، ولد في 3 يونيو 1937. نشط حزبياً في الحزب الديمقراطي. وقد انتخب عضو مجلس نواب أركنساس (2011 – ).